# Артефакт из Косо

Общий вид частично раскрытого артефакта (слева) и разрез конкреции с артефактом (справа).

Артефа́кт из Ко́со — свеча зажигания, обнаруженная в 1961 году внутри конкреции, найденной в горах Косо вблизи поселения Оланча, штат Калифорния, США.

## Общие сведения
Артефакт был найден 13 февраля 1961 года в ходе сбора жеод на горе Косо вблизи калифорнийского поселения Оланча. Он представлял собой каменное образование, при распиливании которого внутри обнаружился толстый срез округлой формы из белой керамики с двухмиллиметровым металлическим стержнем в центре. Сам же керамический цилиндр был размещён внутри шестиугольника из окисленной меди и ещё каких-то неустановленных материалов.
В мае 1961 года в журнале Desert была опубликована первая статья, детально рассказывающая о находке. В 1963 году в течение трёх месяцев артефакт демонстрировался на выставке в Музее независимости Восточной Калифорнии. По состоянию на 2019 год артефакт находится Pacific Science Center в Сиэтле в составе экспозиции What Is Reality? («Что такое реальность?»)

## Версии возникновения
Происхождение артефакта из Косо стало поводом для многочисленных псевдонаучных спекуляций. Наиболее распространены такие версии, как плоды деятельности древних цивилизаций, например Атлантиды, следы палеоконтакта или путешествий во времени. В журнале Desert Magazine of Outdoor Southwest утверждалось, что геологи оценили возраст артефакта не менее чем в 500 000 лет. Однако в 2004 году геологи из Вашингтонского университета не смогли подтвердить это заявление, что поднимает вопрос о «квалификации и компетентности мнимого геолога в 1961 году».
Исследованиями Пьера Стромберга (англ. Pierre Stromberg) и Пола Генриха (Paul V. Heinrich) было показано, что артефакт представляет собой находящуюся в железистой конкреции автомобильную свечу зажигания фирмы Champion, подобную тем, что широко использовались в 1920-х годах на двигателях Ford Model T и Model A. Образование конкреции объясняется процессом быстрого окисления, что характерно для железных и стальных предметов, находящихся в земле.